# Marie Farge

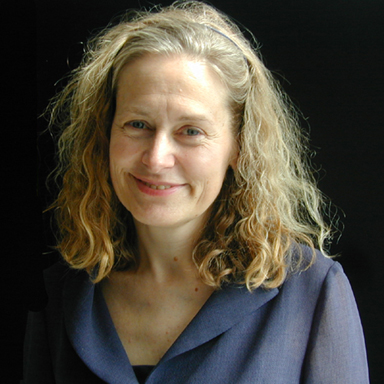
Marie Farge (2003)

Marie Farge (* 1953) ist eine französische Mathematikerin und Physikerin. Sie ist leitende Wissenschaftlerin im Rang eines Directeur de recherche des CNRS an der École normale supérieure (ENS).

## Leben
Marie Farge war 1973 bis 1975 an der CEA (Abteilung Plasmaphysik und kontrollierte Fusion). Sie erhielt 1977 ihren Master-Abschluss in Physik an der Stanford University und wurde 1980 an der Universität Paris VII in Physik promoviert (Doctorat de 3eme cycle). Als Post-Doktorandin war sie 1980/81 an der Harvard University. Danach forschte sie für das CNRS an der ENS und habilitierte sich 1987 in Mathematik (Doctorat d'Etat).
1994/95 war sie Professorin an der Universität Kaiserslautern (Sofia Kovalevskaïa-Lehrstuhl). 1990 und 2000 war sie Gastwissenschaftlerin am Center for Turbulence Research der NASA in Stanford, 2000 am Institute for Computational and Applied Mechanics in Austin, 2004 Gastprofessorin an der University of California, Santa Barbara, 2005/06 und 2008 am Trinity College in Cambridge und 2007 in Kyoto. 2009/10 war sie Fellow des Wissenschaftskollegs zu Berlin und 2012 am Max-Planck-Institut für Wissenschaftsgeschichte in Berlin. Sie lehrte auch in Indien, China, Brasilien und in der Türkei.
Sie befasst sich mit den nichtlinearen Gleichungen, die Turbulenz in der Hydrodynamik und Plasmaphysik beschreiben, ihrer numerischen Modellierung und Simulation unter anderem mit Wavelets.
1993 erhielt sie den Poncelet-Preis. 1988 erhielt sie den Seymour Cray Prize für Numerische Simulation. Sie ist seit 2011 Fellow der American Physical Society, und sie ist seit 2005 Mitglied der Academia Europaea.
Farge ist im Ethik-Komitee des CNRS. Sie ist Mitherausgeberin von Applied and Computational Harmonic Analysis und des Journal of Multiscale Modeling and Simulation.
2012 war sie Mitunterzeichnerin des Aufrufs The Cost of Knowledge, seitdem streikt sie als Herausgeberin bei der Elsevier-Zeitschrift Applied and Computational Harmonic Analysis.

## Schriften
- Wavelet transforms and their applications to turbulence, Annual Review of Fluid Mechanics, Band 24, 1992, S. 395–457
- mit G. Pellegrino, K. Schneider: Coherent vortex extraction in 3D turbulent flows using orthogonal wavelets, Physical Review Letters, Band 87, 2001, 054501
- mit K. Schneider, N. Kevlahan: Non-Gaussianity and coherent vortex simulation for two-dimensional turbulence using an adaptive orthogonal wavelet basis, Physics of Fluids, Band 11, 1999, 2187–2201
- mit N. Kevlahan, V. Perrier, E. Goirand: Wavelets and turbulence, Proceedings of the IEEE, Band 84, 1996, S. 639–669
- mit Kai Schneider: Coherent vortex simulation (CVS), a semi-deterministic turbulence model using wavelets, Flow, Turbulence and Combustion, Band 66, 2001, S. 393–426